# Praktica MTL3

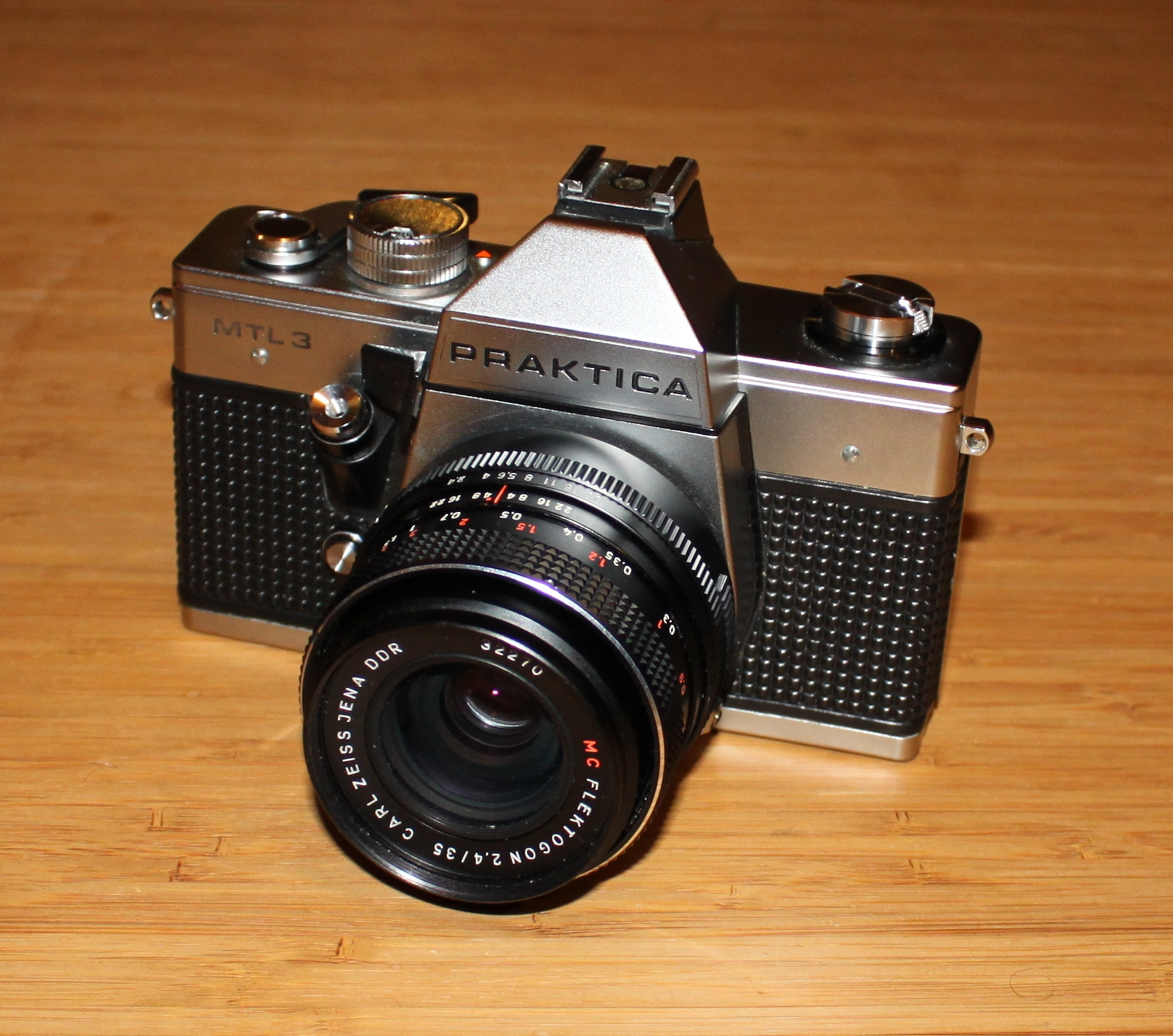
Praktica MTL3 mit Flektogon 2,4/35

Die Praktica MTL 3 ist eine einäugige Spiegelreflexkamera im 24×36-mm-Format und gehört zur sogenannten L-Reihe, die im VEB Pentacon Dresden hergestellt wurde.

## Geschichte
Die Praktica MTL 3 wurde von 1978 bis 1984 vom VEB Pentacon Dresden produziert. Die Kamera zählt zur 3. Generation der "Praktica L-Modellfolge", von denen zwischen 1978 und 1984 von allen Kameramodellen der 3. Generation etwa 1.200.000 Exemplare gefertigt wurden. Zwischen 3/1978 und 2/1984 sind allein von der Praktica MTL 3 knapp 870.000 Stück gebaut worden und sie war damit die meistgebaute Kamera der L-Reihe. Grundsätzliche Veränderungen zur 2. Generation sind nicht vorgenommen worden, sondern nur Details wie das hellere und größere Sucherbild und die Fehlbelichtungswarnung durch zusätzliche Symbole (+/-).

## Gestaltung und Technik
Die Praktica MTL 3 basiert im Wesentlichen auf der Practika LTL und trägt wesentliche Merkmale der L-Reihe. Kennzeichnend für die gesamte Modellreihe war der Lamellenverschluss aus Stahl. Die Belichtungszeit liegt zwischen 1 und 1/1000 Sekunde sowie B, einem Rückkehrspiegel mit fast ununterbrochener Bildbeobachtung und einer (eingebauten) Belichtungsmessung bei Arbeitsblende. Für das Filmeinlegen kommt das Schnellladesystem Pentacon Loading zum Einsatz. Erstmals wurde auch die Verchromung bestimmter Kunststoffe (Deckkappen, Bodenplatten) angewandt.

## Objektivanschluss
Die Objektive der Praktica MTL 3 sind austauschbar. Zum Einsatz kommt das M42-Gewinde mit einer entsprechend großen Objektivvielfalt.

## Stromversorgung
Die MTL 3 benötigte eine Quecksilberoxidbatterie Typ PX 625 für den Belichtungsmesser. Alle anderen Funktionen der Kamera benötigten keinen Strom. Dieser Batterietyp, der mehr als 25 mg Quecksilber enthält, wurde in der EU ab 1992 verboten. Die meisten Kameras dieser Zeit waren für die Belichtungsmessung jedoch auf die exakten 1,35 V Spannung dieses Batterietyps angewiesen und funktionierten mit einem passenden Nachfolger bei 1,5 V nicht einwandfrei. Auch eine Korrektur über eine andere Einstellung der Filmempfindlichkeit war sehr ungenau, weil die Spannung der 1,5 V-Batterien während der Lebensdauer ständig abfällt. Als Lösung konnten elektronische Umbauten oder winzige Adapter mit exakter Spannungsregelung verwendet werden oder einfach eine Zink-Luft-Batterie, die mit 1,4 V nur wenig abweicht und eine konstante Spannung beibehält. Zink-Luft-Batterien sind zwar nach der Aktivierung meist nur eine Woche brauchbar, aber im Hörgeräte-Bedarf sehr preiswert zu bekommen.